# Maria Kalaniemi

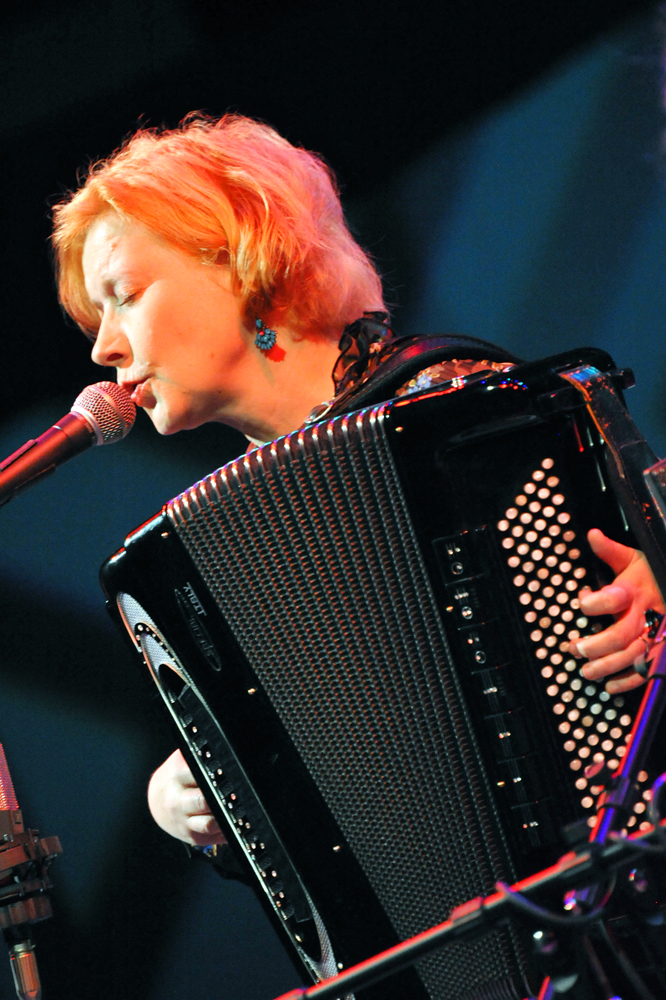
Maria Kalaniemi spelar i Warszawa under Cross Culture Festival 2011

Maria Kalaniemi, född 27 maj 1964 i Esbo, är en finländsk dragspelare, arrangör och kompositör. 
Kalaniemi spelade från början klassisk musik, och kompletterade med folklig dansmusik vid sidan om. 1983 vann hon en dragspelstävling i TV, där hon spelade traditionella danslåtar. Efter vinsten spelade hon in sin första skiva. Samma år började hon på folkmusiklinjen på Sibelius-Akademin. Hon blev musikkandidat 1990 och lektor i dragspel vid Sibelius-Akademin 1995. Hon utnämndes av Centralkommissionen för konst till konstnärsprofessor 2005. I sin doktorsexamen i musik (2009) behandlar hon dragspelad folkmusik.
Bland de grupper som hon är eller har varit inblandad i finns
- En duo bestående av Maria och pianisten Timo Alakotila, som spelat in skivan Ambra. Maria Kalaniemi och Timo Alakotila började arbeta ihop i mitten på 1990-talet, och är mycket samspelta. Musiken är spröd, känslig och eftertänksam tämligen långt ifrån vad de flesta tänker på när de hör ordet "dragspelsmusik".
- Maria Kalaniemi Trio, med Timo Alakotila och Marias man Olli Varis på gitarr. Såväl duon som trion spelar traditionellt material, gamla finska schlagermelodier och kompositioner av Alakotila och Kalaniemi som ofta är mer eller mindre folkmusikinspirerade. Trion har spelat in en live-skiva Tokyo concert, som innehåller delvis samma melodier som duons skiva Ambra.
- Aldargaz, en grupp bildad under tiden på Sibelius-Akademin som nu verkar ha gått i träda; deras sista skiva spelades in 1999. Gruppen bestod av Arto Järvelä (fiol), Timo Alakotila (piano), Petri Hakala (mandolin), Olli Varis (gitarr) och Tapani Varis
- Accordeon Tribe, en internationell dragspelsgrupp bestående av Maria Kalaniemi, Guy Klucevsek från USA, Bratko Bibic från Slovenien, Lars Hollmer från Sverige och Otto Lechner från Österrike
- Unto Tango Orchestra (Tango-Orkesteri Unto) som spelar välarrangerad finsk tango med drag av kammarmusik. Medlemmar: Pirjo Aittomäki (sång), Timo Alakotila, Petri Hakala (gitarr), Mauno Järvelä (fiol) och Hannu Rantanen (kontrabas). Gruppen bildades för att framträda vid ett specifikt tillfälle, och spelade senare in en skiva, som utanför Finland säljs under namnet Finnish tango
- Ramunder, ett finlandssvenskt projekt tillsammans med sångerskan Anna-Kaisa Liedes och fiolspelaren Marianne Maans
- Helsinki Melodeon Ladies
- Niekku, en grupp som bildades under tiden som elev på Sibelius-Akademin och spelade in tre skivor innan den splittrades

Hon har även arbetat och spelat in skivor tillsammans med den svenske fiolspelmannen Sven Ahlbäck, den i Finland populära sångerskan Katri Helena, sångaren/skådespelaren/flöjtisten Vesa-Matti Loiri, dragspelskollegan Kimmo Pohjonen och många andra. 2004 var hon gästartist på en konsert i London tillsammans med BBC Concert Orchestra och den finska gruppen JPP. Hon framförde duetter tillsammans med Timo Alakotila, plus ett stycke av Alakotila for dragspel, JPP och orkester.

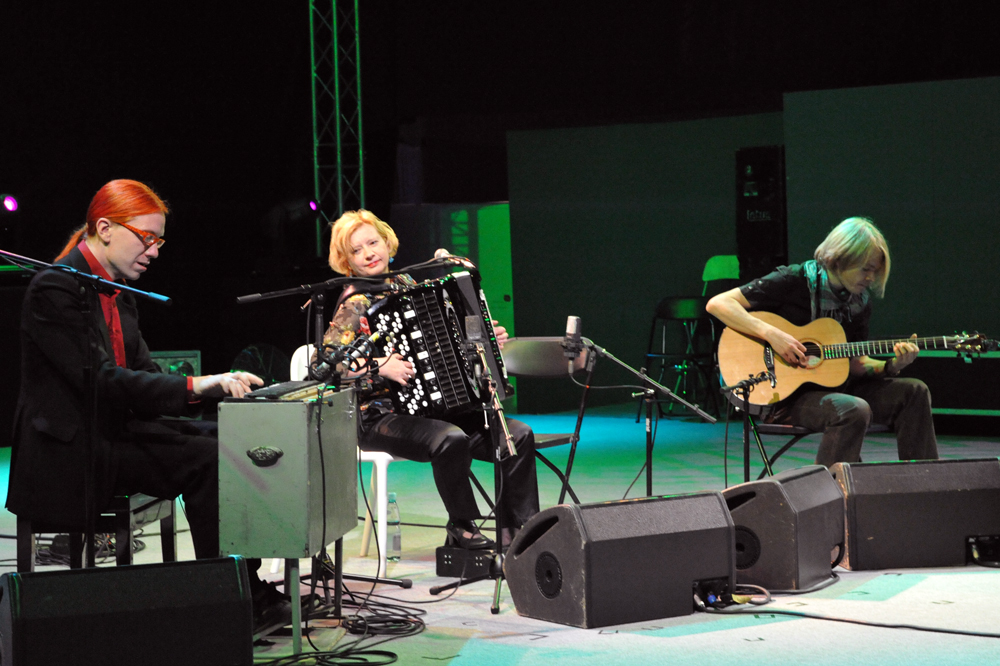
Maria Kalaniemi i mitten med Eero Grundström på tramporgel och Olli Varis på gitarr. 26 september 2011 i Warszawa, Polen

Kalaniemi tilldelades Finlandpriset för ung konst 1996 tillsammans med Aldargaz. Hon invaldes 2018 som ledamot av Kungliga Musikaliska Akademien i Stockholm.

## Utmärkelser
- Riddartecknet av I klass av Finlands Lejons orden,  6 december 2007[3]

[Redigera Wikidata]